# Amarone (roman)
Amarone är den första boken i kriminalromanserien om kommissarie Nicodemus Bergman, författad av resejournalisten Måns Ivarsson och konsulten Tomas Petersson, samt publicerad på Frank Förlag 2013. Romanen utspelar sig både i Amaronevinets distrikt i Italien och i Sverige, och väver in både reseskildringar, relationsproblematik, musik och inredning i intrigen.